# Gularia Bhindara
Gularia Bhindara is een nagar panchayat (plaats) in het district Pilibhit van de Indiase staat Uttar Pradesh. 

## Demografie
Volgens de Indiase volkstelling van 2001 wonen er 6.509 mensen in Gularia Bhindara, waarvan 55% mannelijk en 45% vrouwelijk is. De plaats heeft een alfabetiseringsgraad van 60%. 